# لمكانسة أولاد الشيخ (بوسكورة)
لمكانسة أولاد الشيخ هي إحدى مشيخات المملكة المغربية، تتبع جغرافيا لإقليم النواصر وإداريًا لبوسكورة. يقدر عدد سكانها بـ 5097 نسمة حسب الإحصاء الرسمي للسكان والسكنى لسنة 2004.